# Jean-Baptiste Servais
Jean-Baptiste Servais (Differdange, 7 d'octubre de 1760 - Ciutat de Luxemburg, 27 d'agost de 1822) va ser un arquitecte i polític luxemburguès. Va ocupar el càrrec com a alcalde de la ciutat de Luxemburg del 7 de febrer de 1803 al 5 d'abril de 1811.